# 焦顯
焦顯（1427年—？），字文明，山東濟南府德州人，軍籍，明朝政治人物。進士出身。

## 生平
山東鄉試第九十五名。景泰五年（1454年）甲戌科會試第一百三十六名，殿試登進士第二甲第六十名。任湖廣道監察御史。
天順七年（1463年）二月九日，北京貢院舉行三年一度的會試，考棚發生火災。御史焦顯鎖其門，燒死舉子九十余人。英宗命下禮部左侍郎鄒干、郎中俞欽、主事張祥、御史唐彬、焦顯於獄。不久，外放浙江黃巖縣知縣。

## 家世
曾祖父焦義。祖父焦復善。父亲焦勝。